# Wybory parlamentarne w Albanii w 2025 roku
Wybory parlamentarne w Albanii w 2025 roku – wybory do albańskiego Zgromadzenia XVII kadencji, liczącego 140 miejsc, które odbyły się 11 maja 2025. Wybory zakończyły się zwycięstwem Socjalistycznej Partii Albanii, kierowanej przez Ediego Ramę.

## Ordynacja wyborcza
Do jednoizbowego parlamentu wybieranych jest 140 deputowanych, poprzez ordynację proporcjonalną i okręgi wielomandatowe, których granice odpowiadają obwodom, stanowiącym podstawę podziału administracyjnego kraju. W okręgach wybieranych jest od 4 do 32 deputowanych, proporcjonalnie do ich liczby ludności. Obowiązuje próg wyborczy na poziomie 1% dla partii politycznych oraz 5% dla koalicji wyborczych. Przeliczanie głosów na mandaty odbywa się dwuetapowo. Najpierw są one rozdzielane przy pomocy metody D’Hondta pomiędzy listy wyborcze. Drugi etap dotyczy tylko koalicji i ma na celu ustalenie liczby mandatów przypadających poszczególnym partiom, które wchodzą w ich skład. Na tym etapie stosuje się metodę Sainte-Laguë.

## Przebieg wyborów
Od wyborów parlamentarnych 2013 Socjalistyczna Partia Albanii, kierowana przez Ediego Ramę zachowuje pozycję dominującej siły politycznej w Albanii. Wybory w 2021 potwierdziły dominację socjalistów na scenie politycznej, a ich przewaga nad pozostałymi ugrupowaniami politycznymi pozwalała na samodzielnie sprawowanie rządów. 
W lipcu 2024 parlament albański przegłosował zmiany w kodeksie wyborczym, dotyczące nowego podziału mandatów i możliwości głosowania przez osoby przebywające za granicą. Wprowadzenie przez Centralną Komisję Wyborczą aplikacji PER umożliwiło udział w wyborach emigrantom albańskim posiadającym ważny paszport i dokument potwierdzający ich adres zamieszkania. 
Po konsultacjach z partiami politycznymi 5 grudnia 2024 prezydent Bajram Begaj ogłosił datę wyborów na 11 maja 2025. W marcu 2025 Centralna Komisja Wyborcza zarejestrowała 53 partie polityczne i 3 koalicje, które zadeklarowały chęć udziału w wyborach. 11 spośród nich (3 koalicje i 8 partii) zebrało ponad 5000 podpisów wyborców, uzyskując prawo startu w wyborach. O 140 miejsc w parlamencie rywalizowało 2046 kandydatów, w tym 787 kobiet. Większość głosów zdobyła koalicja skupiona wokół Socjalistycznej Partii Albanii, uzyskując 83 mandaty w parlamencie. Pozycję drugiej siły politycznej zachowała koalicja skupiona wokół Demokratycznej Partii Albanii, która zdobyła 50 mandatów w parlamencie.

## Oficjalne wyniki wyborów
| Komitet wyborczy | Komitet wyborczy                                                | Przywódca                      | Liczba oddanych głosów | Procent oddanych głosów | Liczba mandatów |
| ---------------- | --------------------------------------------------------------- | ------------------------------ | ---------------------- | ----------------------- | --------------- |
|                  | Socjalistyczna Partia Albanii                                   | Edi Rama                       | 856 177                | 53,27                   | 83              |
|                  | Demokratyczna Partia Albanii - Sojusz na rzecz Wielkiej Albanii | Sali Berisha                   | 529 354                | 32,93                   | 50              |
|                  | Albania staje się innowacyjna                                   | Adriatik Lapaj                 | 64 264                 | 4,00                    | 1               |
|                  | Socjaldemokratyczna Partia Albanii                              | Tom Doshi                      | 49 890                 | 3,10                    | 3               |
|                  | Partia Szansy                                                   | Agron Shehaj                   | 48 995                 | 3,05                    | 2               |
|                  | Ruch Razem                                                      | Arlind Qori                    | 24 616                 | 1,53                    | 1               |
|                  | Koalicja Euroatlantycka                                         | Endri Hasa                     | 20 863                 | 1,30                    | 0               |
|                  | Pozostałe ugrupowania i partie                                  | Pozostałe ugrupowania i partie | 13 188                 | 0,82                    | 0               |
| Łącznie          | Łącznie                                                         | Łącznie                        | 1607 347               | 100                     | 140             |

Wyborcy oddali także 57530 głosów nieważnych (3,46 % wszystkich oddanych głosów).

## Frekwencja wyborcza
W wyborach wzięło udział 1 665 123 uprawnionych do głosowania, frekwencja wyborcza wyniosła 44,83%.

## Podział mandatów w okręgach wyborczych[1]
|  | Okręg wyborczy    | SPA | DPA | SDPA | Inne ugrupowania |
|  | ----------------- | --- | --- | ---- | ---------------- |
|  | Okręg Berat       | 5   | 2   | 0    | 0                |
|  | Okręg Dibra       | 3   | 2   | 0    | 0                |
|  | Okręg Durrës      | 8   | 6   | 0    | 0                |
|  | Okręg Elbasan     | 10  | 4   | 0    | 0                |
|  | Okręg Fier        | 12  | 4   | 0    | 0                |
|  | Okręg Gjirokastra | 3   | 1   | 0    | 0                |
|  | Okręg Korcza      | 6   | 4   | 0    | 0                |
|  | Okręg Kukës       | 1   | 2   | 0    | 0                |
|  | Okręg Lezha       | 3   | 4   | 0    | 0                |
|  | Okręg Szkodra     | 4   | 5   | 2    | 0                |
|  | Okręg Tirana      | 19  | 13  | 1    | 4                |
|  | Okręg Wlora       | 9   | 3   | 0    | 0                |
|  | Łącznie           | 83  | 50  | 3    | 4                |